# Erastria perfusca
Erastria perfusca là một loài bướm đêm trong họ Geometridae.